# Burgstall Hattenberg
Der Burgstall Hattenberg liegt etwa 1300 Meter südlich des Dinkelscherbener Ortsteiles Ried und 600 Meter nördlich von Wollmetshofen kurz hinter der Grenze der Gemarkung an der Verbindungsstraße zwischen Ried und Wollmetshofen auf dem bewaldeten Hartenberg im Landkreis Augsburg in Schwaben. Der Südteil der hochmittelalterlichen Burganlage wurde durch einen Nagelfluhbruch teilweise zerstört.

## Geschichte

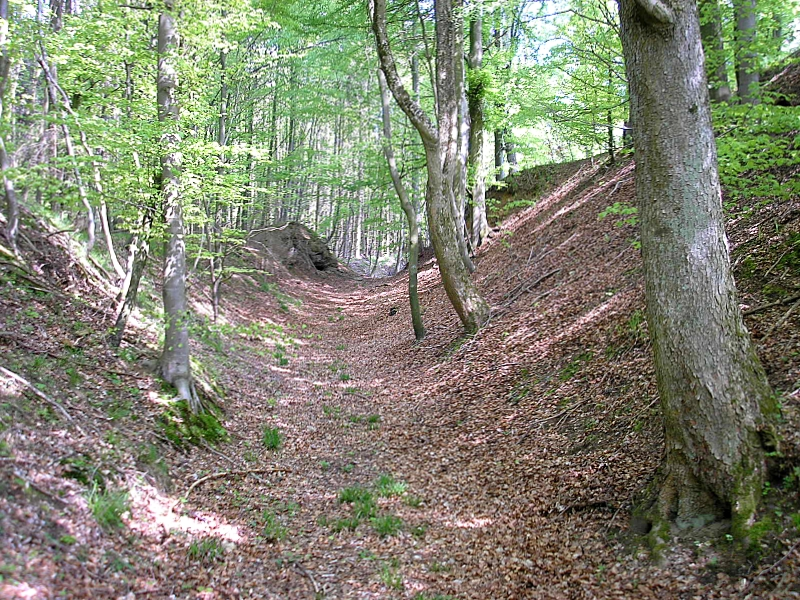
Die Nordseite der Hauptburg. Grabentiefe ungefähr fünf Meter

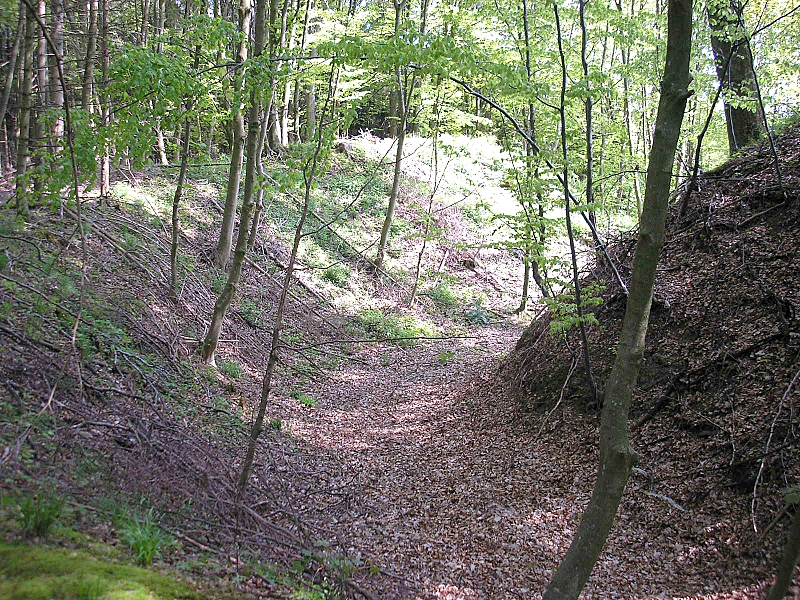
Blick in den Ringgraben mit dem Nordosteck des Hauptburgkegels

Die Burg wurde bereits im 12. Jahrhundert durch die Kämmerer von Kemnat errichtet. Das Geschlecht war von den Staufern mit der Untervogtei über Besitzungen des Bistums Augsburg in diesem Gebiet belehnt worden.
Der auf Hattenberg ansässige Zweig der Kemnater nannte sich in der Folge nach der Veste. Im 13. Jahrhundert erscheinen einige Namensträger in den zeitgenössischen Urkunden.
Die Burg wurde jedoch bereits 1297 während einer Fehde zwischen dem Burgherren Heinrich von Hattenberg und Bischof Wolfhard von Rohr verwüstet. Das Hochstift Augsburg erwarb daraufhin die zugehörigen Herrschaftsrechte.
Der Hattenberger wurde dennoch 1304 zum Landvogt von Oberschwaben und Stadt- und Landvogt von Augsburg ernannt. Der durch seinen Kriegsdienst im Heer Albrechts I. von Österreich stark verschuldete Edelmann versuchte seine wirtschaftliche Lage durch einige Überfälle und Wegelagereien zu verbessern.
Die Augsburger Bürgerschaft verklagte den Ritter daraufhin 1305 zusammen mit dem Bischof und dem Domkapitel bei König Albrecht. Kurz darauf wurde dem „Raubritter“ die Vogtei über die bischöflichen Güter entzogen.
Um 1370 dürfte das Geschlecht mit Marquard von Hattenberg erloschen sein. Der Burgstall war bereits 1365 vom Hochstift verpfändet worden.
1641 kaufte das Domkapitel zu Augsburg die Herrschaft Hattenberg. Etwa 1780 wurden die Mauerreste der Burg für den Bau des Brauhauses in Ustersbach abgetragen. Später beseitigte man den Kegel der Hauptburg teilweise durch den Abbau der hier anstehenden Nagelfluhbestände.
1963 wurde das Burgareal durch Otto Schneider, W. Dankerl und T. Nunner vom Arbeitskreis für Vor- und Frühgeschichte Augsburg topographisch aufgenommen. Seit dieser Aufnahme wurde das Gelände nicht mehr wesentlich beeinträchtigt.

## Beschreibung
Die zweiteilige Burganlage (ca. 80 × 220 Meter) liegt etwa 40 Höhenmeter über dem Tal auf einem von West nach Ost verlaufenden Höhenrücken. Im Westen des Bergsporns lief ein Ringgraben um den rechteckigen Kegel der Hauptburg (ca. 25 × 45 Meter). Die Grabensohle liegt etwa zehn Meter unter dem Plateau. Im Norden und Westen begleiten Randwälle den Graben, gegen die Vorburg im Osten sind teilweise nur noch schwache Wallspuren erkennbar.
Im Süden wurden der Erdkegel und ein Teil der Vorburg durch den Nagelfluhbruch weitgehend zerstört. An der Abbruchkante zum Steinbruch markiert eine kreisrunde Grube den Standort des ehemaligen Bergfriedes. Am westlichen Berghang wurde der Grabenaushub zu zwei bastionsartig ausspringenden Grabenköpfen aufgeschüttet, die sicherlich durch Palisaden oder Zäune gesichert waren.
Ungefähr 120 Meter östlich der Kernburg riegelt der bogenförmige Wallgraben der Vorburg das Burgareal gegen den Hügelrücken ab. Der Innenwall ist auf der Feldseite noch etwa vier Meter hoch, der Randwall vor dem ungefähr zwei Meter tiefen Spitzgraben weitgehend verflacht. Das Wallsystem läuft auf der Südseite als Hangsicherung weiter.
Der gesamte östliche Befestigungsabschnitt erinnert stark an frühmittelalterliche Befestigungssysteme. Die genaue Zeitstellung kann jedoch nur durch eine fachkundige archäologische Untersuchung ermittelt werden.
Das Bayerische Landesamt für Denkmalpflege verzeichnet das Bodendenkmal als mittelalterlichen Burgstall unter der Denkmalnummer D 7-7729-0006.
Ungefähr 400 Meter südöstlich des Burgstalles sind am Südhang des Hartenberges einige Trichter- und Materialgruben sowie Grabhügel unbekannter Zeitstellung erkennbar (BLfD: Denkmalnummer D 7-7729-0009).